# Guía de montaña

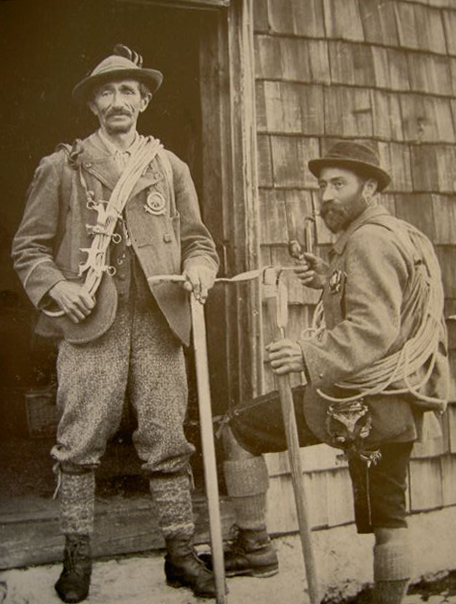
Los guías de montaña austríacos Anselm Klotz (izquierda) y Josef Frey (derecha),.

Un guía de montaña es un montañero profesional que conduce a un individuo o un grupo por la montaña, al tiempo que realiza tareas de enseñanza y entrenamiento deportivo, proporcionando seguridad al aficionado que realiza la actividad montañera. Generalmente está certificado mediante formación técnica.

## Habilidades
Sus habilidades usualmente incluyen escalada, esquí y senderismo. Su conocimiento incluye habilidades sobre las rocas, la nieve, el tiempo atmosférico, la orientación, los aludes y la salud, tanto teórica como prácticamente.
Los guías de montaña, o más formalmente guías de alta montaña son empleados por grupos o individuos asegurando la seguridad de una partida de esquí o de ascenso. Este tipo de guías profesionales surgieron a mediados del siglo XIX cuando el ascenso alpino se convirtió en un deporte.  
El título de guía de montaña está (en la mayor parte de los países) reservado para individuos que han recibido una certificación plena a través de la asociación de guías de montaña de sus países de cuyo currículo y formación son aprobadas por la Federación Internacional de Asociaciones de Guías de Montaña.  
La certificación se logra a través de un riguroso proceso de examen que abarca la escalada en roca, la escalada alpina y el montañismo en esquí. Dura típicamente entre 3 y 7 años, la certificación de guía de montaña requiere un alto nivel de compromiso, dedicación y habilidades técnicas. 
Además de permitir la seguridad, los guías de montaña profesionales frecuentemente ofrecen otros servicios deseables para sus clientes. Estos servicios pueden mejorar significativamente la experiencia alpina, especialmente cuando el cliente montañero tiene tiempo o equipamiento limitado, carece de un compañero cualificado o está visitando una zona que no le resulta familiar. Estos servicios adicionales de guía de montaña pueden incluir:
- Conocimiento local preciso de rutas de montaña, tiempo atmosférico, condiciones de la nieve o los glaciares;
- Formación específica en habilidades alpino como esquí de travesía, conciencia de aludes, escalada en roca, escalada en hielo, orientación en la montaña y adecuado uso de instrumentos de montaña como los piolets, los crampones, la cuerda, el aseguramiento en escalada, balizas para el caso de alud, etc.;
- La habilidad de contactar con helicópteros para remotos accesos de esquí de travesía o heliesquí;
- Acceso preferente a remontes y telesillas;
- A veces, un acceso más inmediato a lugares de visita limitada como los Parques Nacionales de los Estados Unidos.

## Organización
Los guías de montaña se organizan normalmente en asociaciones nacionales e internacionales. La mayor organización internacional es la Federación Internacional de Asociaciones de Guías de Montaña ubicada en Gstaad, Suiza. La cualificación internacional de los guías está reconocida por la UIAGM (Unión Internacional de Asociaciones de Guías de Montaña), con sede en Gstaad, Suiza y la UIMLA (Unión Internacional de Guías Acompañantes de Montaña).
La Asociación Española de Guías de Montaña (AEGM) se creó en el año 1993, unificando organizaciones preexistentes. Forma parte tanto de la UIAGM como de la UIMLA.